# しつらい
室礼（しつらい）は、鋪設とも書き、建具や調度を配置して、生活の場、または儀式の場を作ることである。

## 概要

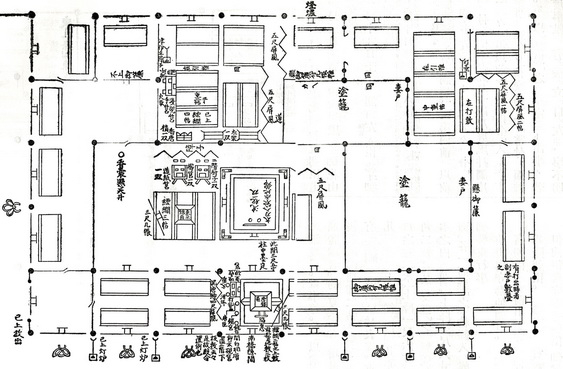
420：東三条殿寝殿の室礼

室礼は、主に寝殿造において、柱だけの開放的な空間を「御簾」「几帳」「壁代」などのカーテン類、屏風や衝立などのパネル類、押障子や鳥居障子などの取り外し可能な建具などで仕切り、必要な場所に畳や二階棚などの家具・調度を配置して、日常生活、または儀式の場を作ることである。
史料としては『類聚雑要抄』の他に『満佐須計装束抄』、鎌倉時代前期に順徳天皇によって制作された『禁秘抄』が有名である。其の他『山槐記』など同時代の貴族の日記により知られる。
ただしそれらは12世紀以降の内裏、里内裏、摂関家の東三条殿についての記録が中心であり、摂関家以外の大臣、公卿などの屋敷の室礼についてはほとんど知られていない。
『類聚雑要抄』にはハレの儀式用の室礼の例に永久4年、東三条殿母屋での正月大饗の指図、保延2年12月9日「内大臣殿庇大饗の差図（東三条殿）」など。日常生活用の室礼の例には、永久3年7月21日の藤原忠実の東三条殿への移徙の室礼があり、侍廊、二棟廊（出居）、台盤所、随身所まで掲載されている。
『満佐須計装束抄』にも「大饗の事」以下「五箇所の事」までの行事毎の項目が書かれている。

## 『類聚雑要抄』にある室礼
画像420は12世紀前半の『類聚雑要抄』巻第二にある東三条殿(画像030)の塗籠を除いた寝殿・母屋から南庇にかけての室礼(しつらえ)の指図である。
柱(黒丸)の列が横に3列描かれている。

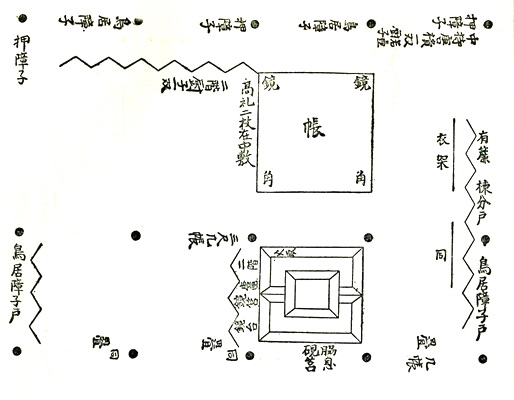
420：「類聚雑要抄・巻2」にある東三条殿の指図。

一番下の柱列が庇の外側の側柱(参考：画像213)の列で、下から1/3ぐらいにある柱列が母屋南側の入側柱、一番上の柱列が母屋北側の入側柱である。
なお、昼の御座のある位置は階隠の間、つまり庭に降りる階のある場所である。

### 障子の室礼
空間の仕切りをまず横の列を下から見て行くと、一番下の庇の南面、簀子縁側には四尺几帳が置かれている。
何尺と書かれていなければ四尺几帳である。
御簾は書かれてはいないが必ず掛けられる。
次ぎの列、母屋と南の庇の間の隔ても指図には省略されているが、文中に「母屋の簾、四尺几帳の高さに巻き上げる。鉤あり、おのおの壁代を懸ける」とある。
この図を含む記事のタイトルは「御装束」とだけあり、何月のものかは記されていないが、壁代を掛けているので冬場ということになる。
図の一番上の北庇との間は押障子と鳥居障子が交互に使われている。内裏の紫宸殿なら賢聖障子が填められている処である。はめ殺しの賢聖障子にも数カ所戸が付いていたが、ここでは鳥居障子(襖)がその役目を果たしている。
縦の列、つまり側面を見ると、母屋に置かれた「帳」の東(右)に棟分戸と書かれているのが塗籠の妻戸で、それを閉じて御簾を掛け、前に屏風が置かれている。
屏風は文字には現れないが折れ線の記号で描かれている。
「帳」の西(左)ははめ殺しの押障子で通り抜けは出来ない。内裏の紫宸殿ではこの位置には漆喰の白壁がある。
南庇は両側(東西)を鳥居障子(襖)で仕切っている。
この「押障子」と「鳥居障子」はパネルとしての障子、つまり建具である。
建築図面にすると塗籠以外には壁の無い、柱だけの室内空間は実際にはこうしてカーテン状の障子、パネル状の障子で仕切って生活空間を作っていた。

### 調度の室礼
調度の室礼については上から見ていく。

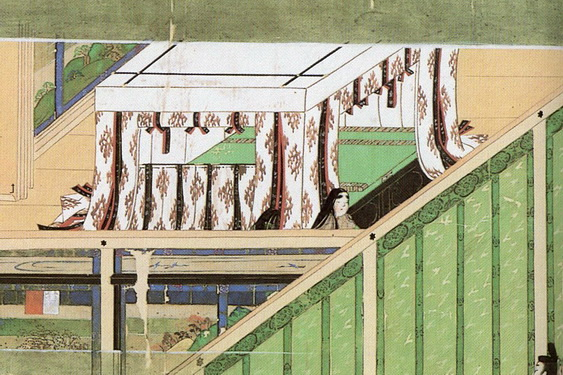
473：帳台

なお個々の調度については類聚雑要抄巻四に非常に詳しく図入りで記されている。

#### 帳台
母屋に正方形の四角に「帳」とあるのが帳台(画像473)である。
奈良時代から平安時代初期に歌われた風俗歌『催馬楽』には「我家は　帷帳(とばりちょう)も　垂れたるを　大君来ませ　婿にせむ　御肴(みさかな)に　何よけむ」
と帷帳(とばりちょう)が出てくる。
「私家の娘が適齢期になりました、帷帳(帳台)も垂らして閨房は完璧です。どうか来てくれませんか」、と若い男に向 かって招婿(しょうせい)している歌であるので、その帳台はその屋敷の主人のものではない。
しかし寝殿造の具体例が明らかになる12世紀、東三条殿の指図画像472では帳台は主人の関白藤原忠実の分だけであり、北庇の娘や息子の居所には帳台は無い。
更に帳台を構えたのは内裏の天皇、皇后、中宮と、あとは摂関家など最上級の貴族の主人だけにしか無く、貴族全員が使っていた訳ではない。

#### 大床子
画像420では、帳台の西北に屏風の記号と「二階厨子一双」とある。図は省略されているが本文によると「二階厨子一双」の南に畳み二枚の広さの御座がある。帳台の左の「高礼(高麗)二枚〈在中敷〉」との記載はその分である。その場所の南側に「三尺几帳」とある書き込みはその御座に添えられる几帳である。
内裏・紫宸殿ではこの座を大床子と呼んでいる。
画像472ではそれが図にも書かれている。

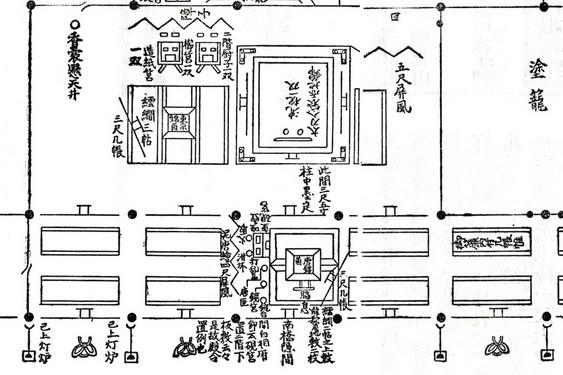
472e：「類聚雑要抄巻第二」 移徙・寝殿の一部拡大

なお、両図を比較して判るように室礼はときによって若干異なる。

#### 畳
畳については、室町時代に編纂された『海人藻芥』には「帝王、院、繧繝端也、神仏前半畳用、繧繝端、此外実不可」とある。
普通は高麗縁と紫縁で、高麗縁には大紋高麗と小紋高麗があり、大紋高麗は親王・大臣。小紋高麗は大臣でない公卿。公卿より下位の殿上人などは紫縁である。
『類聚雑要抄』巻四には帳台を立てる畳に繧繝(うげん)二帖とあるが、とあるがそれは前ページに「今案、永久六年(1118)中宮立后時」とあるように中宮のためのものであるので矛盾しない。
しかし画像472の永久3年(1115)7月21日の関白藤原忠実の東三条殿移徙でも繧繝端の上に帳台を立てている。
摂政関白は普通の大臣とは格が違うためか、あるいは時代により変化があるのかは不明である。
いずれにしても最上級の限られた者のみである。

#### 二階厨子

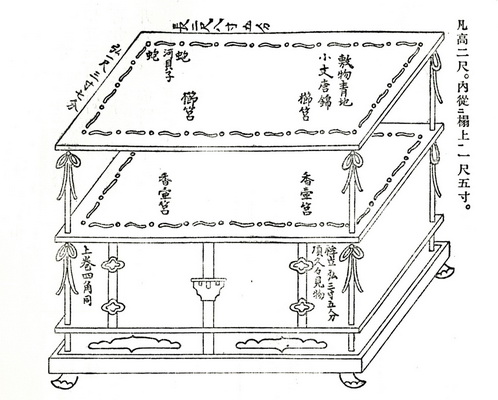
st1：『類聚雑要抄』巻四にある二階厨子

南庇で「帳」の真南に畳み二枚の上に地敷二枚と中央に茵(しとね)を敷き、昼間の御座がしつらえられている。
西に屏風を立て二階棚を置き、置き物が書かれているが、本文には二階棚の「上層に唾壺・泔坏(ゆするつき)などと泔坏の台を置く。下層に打乱筥(うちみだればこ)、二階(棚)の南辺に唐匣(からばこ)を立つ。その南に鏡筥(かがみばこ)、その南に鏡台。茵の前に脇息(きょうそく)を立て、脇息の西方に硯筥(すずりばこ)を置く。二階(棚)の前〈畳みの上〉に火取(香炉)を置く」とある。
それが主人の常居所(居間)に置かれるワンセットである。
庇に「畳」と書かれているのは傍に仕える女房達のためのものとされる。
同じ東三条殿寝殿の別のときの室礼を記した画像472にはその畳みが省略されずに描かれている。